# Vilém Franěk
Vilém Franěk (* 23. listopadu 1992 Příbram) je český marketér, vystudovaný lékař, bývalý hokejista a spoluzakladatel hokejového týmu Akademici Plzeň a Univerzitní ligy ledního hokeje. Veřejnosti je známý zejména kvůli tomu, že stál za zrodem Mikýře a MÚPI.

## Biografie
Franěk je bývalým hokejistou. Vzhledem ke svým ambicím před sezónou 2009/10 odešel z rodné Příbrami do Písku hrát extraligu dorostu. Kvůli nutnosti každodenního dojíždění se ale vrátil do Příbrami. V tu dobu věděl, že profesionální hráč z něj nebude.
V roce 2012 začal studovat na Lékařské fakultě v Plzni UK, kde roku 2014 spolu s Filipem Malotou založil hokejový tým Akademici Plzeň, který hrál Evropskou univerzitní hokejovou ligu. V červnu 2016 získal cenu Jaroslava Slípky za svůj přínos k rozvoji sportovní činnosti na fakultě a v roce 2018 získal titul MUDr.
V roce 2019 spoluzaložil Univerzitní ligu ledního hokeje, první dlouhodobou univerzitní soutěž v ČR. Z pozice marketingového ředitele ligy se podílí nejen na chodu ligy, ale i na projektech, jakými jsou Bitva o Prahu, Bitva o Brno či Ostravské derby. Tato utkání již mnohokrát dokázala vyprodat Winning Group Arenu, potažmo Ostravar Arénu. Aktuální rekord v počtu diváků však drží Bitva o Prahu 2024, kterou navštívilo 9200 diváků.
Roku 2020 s Martinem Mikyskou odstartoval projekt Mikýřova úžasná pouť internetem na MALL.TV, postupem času se pořad přesunul na YouTube a Herohero. V tzv. MÚPI Crew působí dodnes.
V letech 2022–2023 vedl digitální komunikaci Danuše Nerudové pro prezidentské volby 2023.